# Opius tuberculifer
Opius tuberculifer är en stekelart som beskrevs av Fischer 1958. Opius tuberculifer ingår i släktet Opius och familjen bracksteklar. Utöver nominatformen finns också underarten O. t. diabolicus.